# غريغ كاميرون
غريغ كاميرون (بالإنجليزية: Greg Cameron)‏ (10 أبريل 1988 بدندي في المملكة المتحدة - ) هو لاعب كرة قدم بريطاني في مركز الوسط. شارك مع منتخب اسكتلندا تحت 19 سنة لكرة القدم ومنتخب اسكتلندا تحت 20 سنة لكرة القدم ومنتخب اسكتلندا تحت 21 سنة لكرة القدم. أما مع النوادي، فقد لعب مع دندي يونايتد وريث روفرز وسانت جونستون ونادي بريتشين سيتي ونادي شامروك روفرز ونادي مونتروز لكرة القدم ونادي بارتيك ثيسل.

## وصلات خارجية
- غريغ كاميرون على موقع قاعدة بيانات كرة القدم.إي يو (الإنجليزية)
- غريغ كاميرون على موقع Soccerbase.com (لاعب) (الإنجليزية)